# Shijak (kommunhuvudort i Albanien)
Shijak är en kommunhuvudort i Albanien.   Den ligger i distriktet Rrethi i Durrësit och prefekturen Qarku i Durrësit, i den centrala delen av landet, 21 km väster om huvudstaden Tirana. Shijak ligger 34 meter över havet och antalet invånare är 14 138.
Terrängen runt Shijak är platt åt nordväst, men åt sydost är den kuperad.  Runt Shijak är det tätbefolkat, med 570 invånare per kvadratkilometer.. 